# Sutonocrea fassli
Sutonocrea fassli là một loài bướm đêm thuộc phân họ Arctiinae, họ Erebidae.